# 33.ª División de Granaderos SS Voluntarios Charlemagne
La 33. Waffen-Grenadier-Division der Waffen-SS "Charlemagne", llamada también División SS Charlemagne en honor al emperador Carlomagno, fue una División de las Waffen SS formada por voluntarios franceses de la Francia ocupada, alistados en la Wehrmacht y después en las Waffen SS durante la Segunda Guerra Mundial. Fueron enviados a participar en la invasión de la Unión Soviética por parte de Alemania y sus aliados. La división pasó de tener 7340 efectivos en 1944, a solo 60 después de la batalla de Berlín en 1945.

## Historial

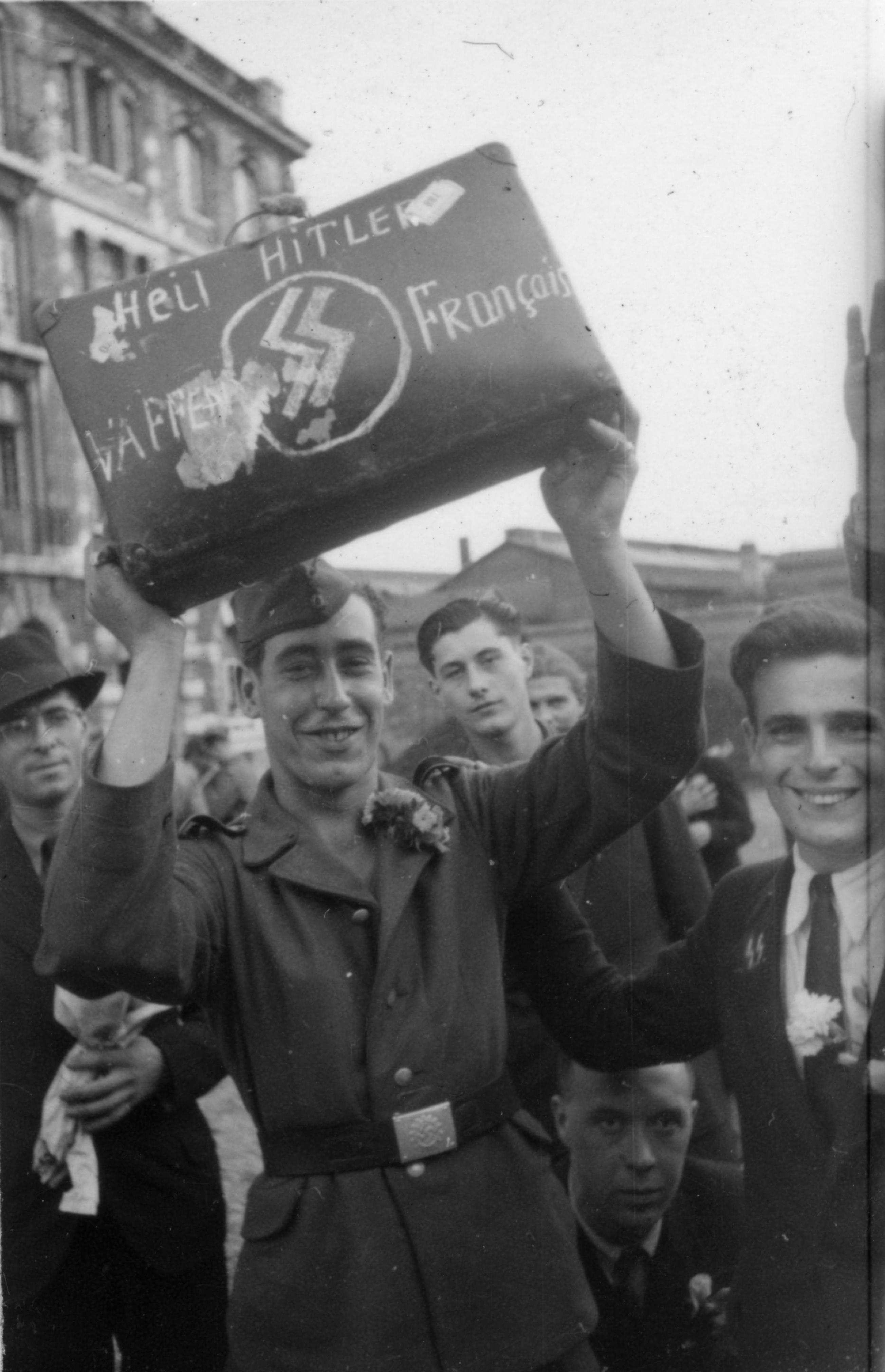
Un voluntario de la División Charlemagne en París.

### Régimen de Vichy
Desde que Alemania lanzara en 1941 la Operación Barbarroja contra la URSS, el régimen colaboracionista de la Francia de Vichy intentó mostrar su adhesión al Tercer Reich enviando al Frente Oriental un contingente de tropas francesas denominado Legión de Voluntarios Franceses o LVF. Este grupo era numéricamente pequeño (con menos de 6000 hombres abarcaba el equivalente a un solo regimiento de la Wehrmacht), aunque de buen desempeño en combate; no obstante en enero de 1943 muchos miembros de la LVF habían sido retornados a Francia para servir en la Milicia Francesa.

### Frente Oriental
Al tornarse más difícil la situación de las tropas alemanas en el Frente Oriental, Heinrich Himmler empezó a admitir cada vez más la llegada de contingentes no alemanes en las Waffen-SS, en vista que estos voluntarios extranjeros mostraban un nivel de compromiso ideológico adecuado para los nazis. Posteriormente Himmler deseó integrar a todos los voluntarios extranjeros en las Waffen-SS (que ya disponían de un cierto número de voluntarios franceses desde el 23 de julio de 1943) y para ello en julio de 1944 la LVF se disuelve formalmente.

### Se forma la División
La División Charlemagne reemplazaba así, entre otras unidades, a la LVF y se formó en la localidad de Wildflecken (Baviera) a partir de julio de 1944 sobre la base de unidades desaparecidas reagrupadas alrededor de la Sturmbrigade SS Frankreich:
- 1200 supervivientes de la LVF,
- un millar de supervivientes de la Sturmbrigade SS Frankreich (de las Waffen-SS)
- 2500 hombres de la Milicia,
- 1500 voluntarios franceses de la Kriegsmarine,
- algunos centenares de voluntarios de los Schutzkommandos (SK) de la Organización Todt
- algunos antiguos miembros de la National-sozialistische-Kraftfahrkorps (NSKK), el cuerpo nazi de combatientes motorizados.

Es decir, se reunieron unos 7400 hombres en total, aunque dos tercios de ellos no serían realmente aptos para el combate. La unidad estaba oficialmente al mando del coronel Edgar Puaud, aunque de hecho estaba supervisada por el general alemán Krukenberg. 

### Se busca evitar un enfrentamiento con franceses libres
Esta unidad utilizó el mismo uniforme de las Waffen-SS con un escudo en el brazo que llevaba los colores franceses; asimismo Himmler aseguró a los oficiales que la División Charlemagne sólo combatiría en el Frente Oriental para evitar un posible encuentro en batalla ante soldados de la Francia Libre, siendo estacionada inicialmente en la región de Brandeburgo.

### Sufre importantes bajas
Al iniciarse la ofensiva soviética en Pomerania en enero de 1945, la División Charlemagne estaba incorporada al Grupo de Ejércitos Vístula y fue desplegada en la zona central costera del mar Báltico pero quedó prácticamente aniquilada a finales de febrero de 1945 tras combatir entre Stettin y Danzig en Pomerania contra tropas del Ejército Rojo muy superiores en número, 3.000 franceses murieron en esos combates, y luego sufrió otra seria derrota en la pequeña localidad de Körlin el 5 de marzo de 1945 hasta que los sobrevivientes pudieron ser evacuados. Luego otras unidades de la División Charlemagne participaron en la Batalla de Kolberg, retardando la caída de la ciudad hasta el 17 de marzo. Para esa fecha la tropa de franceses ya había soportado cerca de 4800 bajas.

### Batalla de Berlín
En abril de 1945 los sobrevivientes de la División sumaban 2600 hombres, replegados al oeste del río Óder y dispersos entre varias unidades alemanas. Cuando la desfalleciente Wehrmacht requirió tropas para la Batalla de Berlín se llamó a todas las unidades de voluntarios extranjeros disponibles en las cercanías de la capital alemana pero solamente quedaban 700 franceses en condiciones de luchar y éstos formaron el Batallón Charlemagne, estacionados en un cuartel de las SS en Neustrelitz. El 24 de abril los franceses fueron colocados al mando del comandante Henri Fenet y del general de la Waffen-SS Gustav Krukenberg para participar en la Batalla de Berlín, pero ante la ausencia de transportes sólo pudo llevarse a 90 soldados franceses en el primer viaje. 
Sólo en el curso de las siguientes horas, antes de que se cerrase el cerco soviético sobre Berlín, pudo formarse un grupo de 500 franceses en la capital alemana, que combatieron en las batallas callejeras por la defensa de la ciudad frente al Ejército Rojo, encuadrados en la 11.ª División de Granaderos SS Nordland. Otros grupos integrados en esta división eran los escandinavos de la División "Nordland" y los letones de la antigua 15.ª División Waffen-SS.

### Evitan ser capturados
En dichas circunstancias los franceses lucharon con particular tenacidad al conocer que el Ejército Rojo los devolvería a su país en caso de ser capturados, con el riesgo de la inevitable condena por traición que ello implicaba. Los hombres del Batallón Charlemagne lucharon particularmente en la zona central del Tiergarten y en el distrito de Berlin-Mitte cerca de los principales edificios gubernamentales; estos pocos franceses y españoles fueron, paradójicamente, los últimos defensores de la zona que rodeaba el Führerbunker de Hitler, permaneciendo allí hasta el amanecer del 2 de mayo de 1945 cuando capitularon.

### Destino tras capitulación
El Ejército Rojo remitió a los prisioneros franceses inmediatamente de retorno a Francia, donde en su mayoría fueron sentenciados a largas penas de cárcel por traición en tanto su pertenencia a la División Charlemagne no dejaba duda alguna sobre su colaboración con el enemigo nazi. Sus tumbas están en Francia.

## Los franceses de la Waffen SS o de la División Charlemagne
- Edgar Puaud - (Oberführer)
- Jean Mayol de Lupe
- Jean de Vaugelas (Sturmbannführer)
- Henri Fenet (Hauptsturmführer)
- Jean Bassompierre (Hauptsturmführer)
- Victor de Bourmont (Hauptsturmführer)
- Christian de la Mazière (Rottenführer)[4]
- Pierre Bousquet (Rottenführer)
- Yves Jeanne
- François Barazer de Lannurien (Grenadier)
- Jacques Corrèze
- Jean-Pierre Lefèvre
- Jacques de Mahieu

### Otros nombres con los que fueron conocidos
Durante su existencia fueron conocidos con otros nombre. Estos incluyeron:
- Französisches Grenadier-Infanterie-Regiment 638 (Légion des Volontaires Français)
- Französische SS-Freiwilligen-Sturmbrigade
- Französisches SS-Freiwilligen-Grenadier-Regiment
- Waffen-Grenadier-Brigade der SS Charlemagne (französische Nr.1)
- 33. Waffen-Grenadier-Division der SS Charlemagne (französische Nr.1)

## Comandantes
- SS-Oberführer Edgar Puaud (?? agosto de 1944 - febrero de 1945)
- SS-Brigadeführer Gustav Krukenberg (febrero de 1945 - 25 de abril de 1945)[5]
- SS-Standartenführer Walter Zimmermann (25 de abril de 1945 - 8 de mayo de 1945)